# Пшедецкий замок
Пшедецкий замок (пол. Zamek w Przedczu) — замок, расположенный в городе Пшедече Кольского повета Великопольского воеводства в Польше. До нашего времени от замка сохранилась башня, приземная часть оборонительных стен и средневековые подземелья в неоготическом костеле XIX века, в котором теперь размещается Дом культуры.

## История
До того, как был построен замок, на его месте находилось деревянно-земляное оборонительное городище, которое во время польско-тевтонской войны весной 1329 года захватил хелминский комтур Отто фон Лаутерберг. Во время осады погибло много защитников городища. В очередной раз тевтонские рыцари завоевали городище в 1332 году, оккупировав его, вместе со всей Куявией на одиннадцать лет. Польский король Казимир Великий вернул Куявию, вместе с Пшедечем, в 1343 году по мирному договору в Калише.
Около 1350 года Казимир Великий приказал построить в Пшедече каменный замок, который бы лучше защищал город и Куявию в целом от угрозы со стороны тевтонских рыцарей. Древнейшим каменным элементом, вероятно, была цилиндрическая башня-бергфрид диаметром 7,50 метров, которая была бергфридом, то есть служила конечной точкой обороны и не выполняла жилых функций. В ее нижней части сохранилось тюремное подземелье. Длина замковых стен, построенных из кирпича на прямоугольном плане на каменном фундаменте, составляла примерно 52 х 30 метров. Стены, вероятно, имели высоту 11 метров и были увенчаны кренеляжем. К башне и длинной секции оборонительных стен примыкал жилой дом, который называли Каменицей, размерами 11,47 х 28,42 метра (на месте нынешнего Дома культуры). В северо-западном углу стены находилась надбрамная башня, построенная на четырехугольном плане, к которой вел перекинутый через ров подъемный мост. В 1383 году, во время гражданской войны Гржималитов с Наленчами, замок в Пшедече захватил без боя мазовецкий князь Земовит IV, который отдал его своему стороннику Бартошу из Везенбурга. В 1398 году замок и город выкупил польский король Владислав Ягайло.
В 1551—1554 годах замок перестроил староста Войцех Корычинский. Он отремонтировал замок и приказал пробить новые ворота в западной стене, рядом с древней башней, укрепив ее предбрамьем. Также к круглой башне был надстроен ренессансный аттик. Считается, что после реконструкции в XVI веке башня была оштукатурена, что нашло отражение в ее названии — Белая башня, в противовес прямоугольной кирпичной Красной башни, в которой до реконструкции находилась старая замковая брама. Древняя надбрамная башня была дополнена двумя этажами фахверковой конструкции, в которых размещались амбары и бойницы. У подножия замкового холма находились хозяйственные постройки подзамка, которые назывались Пригородком, они включали кузницу, конюшню на 48 лошадей, возовню, обору, пивоварню, канцелярию и тому подобное. Замок не был разрушен во время Шведского потопа, однако, поскольку он был не комфортным для старост, он испытывал все большее разрушение. В 1766 и 1789 годах замок уже описывали как очень разрушенный. Во второй половине XVIII века в Пригородке у подножия замка построили покрытый кафелем одноэтажный дворец старосты Якуба Зигмунта Кретковского.
Руины замка были частично разобраны в 1820 году, а здание Каменицы было превращено в костел евангелистов. От древнего замка сохранилась башня, которая после 1860 года была перестроена в колокольню, сводчатые подвалы и подземный этаж оборонительных стен. До 1960 года в древнем костеле размещался склад зерна. В ноябре 1967 года объект был внесен в реестр памятников. Благодаря деятельности Социального комитета по охране памятников и восстановления замка в 1973 году был началась реставрация замка. 11 декабря 1977 года в замке начал функционировать культурный центр города и гмины, работающий по сей день.